# Lepanthes stenosepala
Lepanthes stenosepala là một loài lan bản địa của Trung Mỹ.